# Daniel Deronda (película de 1921)
Daniel Deronda es una película basada en la novela homónima de George Eliot. De ésta, se han hecho otras adaptaciones para la televisión. (Véase: Daniel Deronda).

## Otros créditos
- Color: Blanco y negro
- Sonido: Muda

- Datos: Q5216959